# Залесье (Фировский район)
Залесье — деревня в Фировском районе Тверской области. Входит в состав Великооктябрьского сельского поселения.
Находится в 32 километрах к югу от районного центра посёлка Фирово.
Населения по переписи 2010 года нет.